# Pseudohydnum gelatinosum
Faux-hydne gélatineux, Trémelle gélatineuse
Espèce
Synonymes
- Exidia gelatinosa (Scop.) P.Crouan & H.Crouan[2]
- Hydnogloea gelatinosa (Scop.) Curr.[2]
- Hydnogloea gelatinosa (Scop.) Curr. ex Berk.[2]
- Hydnum gelatinosum Scop.[2]
- Hydnum gelatinosum subsp. gelatinosum [2]
- Hydnum gelatinosum var. clandestinum Pers.[2]
- Hydnum gelatinosum var. dichroum Alb. & Schwein.[2]
- Hydnum gelatinosum var. glaucum Alb. & Schwein.[2]
- Hydnum gelatinosum var. horrens Pers.[2]
- Hydnum hirneoloides Berk. & M.A.Curtis, 1869[2]
- Pseudohydnum gelatinosum f. album (Bres.) Kobayasi[2]
- Pseudohydnum gelatinosum f. fuscum (Bres.) Kobayasi[2]
- Pseudohydnum gelatinosum var. bisporum Lowy & Courtec.[2]
- Pseudohydnum gelatinosum var. horrens Pers.[2]
- Pseudohydnum gelatinosum var. paucidentatum Lowy[2]
- Steccherinum gelatinosum (Scop.) Gray
- Tremellodon gelatinosum (Scop.) Pers.[2]
- Tremellodon gelatinosum f. album Bres.[2]
- Tremellodon gelatinosus (Scop.) Fr.[2]
- Tremellodon gelatinosus var. bogoriensis Holterm.[2]

Pseudohydnum gelatinosum, le Faux-hydne gélatineux. ou la Trémelle gélatineuse, est une espèce de champignons basidiomycètes appartenant au genre Pseudohydnum de la famille des Exidiaceae et de l'ordre des Auriculariales. Il s'agit d'un petit champignon gélatineux translucide cosmopolite qui apprécie les vieille souches d'arbres.

## Taxonomie
Cette espèce est décrite pour la première fois par le mycologue Italien Giovanni Antonio Scopoli en 1772 dans son livre Flora Carniolica, qui la place dans le genre Hydnum. À son époque, ce genre comprend l'ensemble des champignons ayant des aiguillons sur la surface inférieure de leurs fructifications. L'épithète spécifique « gelatinosum » signifie « gélatineux », « semblable à de la gelée ». L'espèce est isolée dans un genre distinct nommé Pseudohydnum par Petter Adolf Karsten en 1868 ; ce nom scientifique étant dérivé du grec ψευδής, pseudo (« faux ») et de Hydnum.

## Description
Pseudohydnum gelatinosum produit un sporophore mesurant de 20 à 60 mm de diamètre en forme de console de consistance gélatineuse ferme et souvent translucide. Sa surface est légèrement rugueuse, colorée de gris à brun et recouverte d'une fine pruine blanche. Il est porté par un pied gélatineux excentré généralement court et épais. L'hyménium est constitué d'aiguillons gélatineux dense et mous longs pointus, blanchâtres à grisâtres. Sa chair gélatineuse tendre et translucide est blanche dans sa jeunesse puis brunâtre en vieillissant. Elle est inodore et insipide,,.
Ses spores presque globuleuses et lisses mesurent de 5 à 6 μm de long pour 4,5 à 5,5 μm de large. Elles produisent une sporée blanche,,.
En Europe, Pseudohydnum gelatinosum est la seule espèce gélatineuse à posséder des aiguillons,.

Pseudohydnum gelatinosum, le Faux-hydne gélatineux
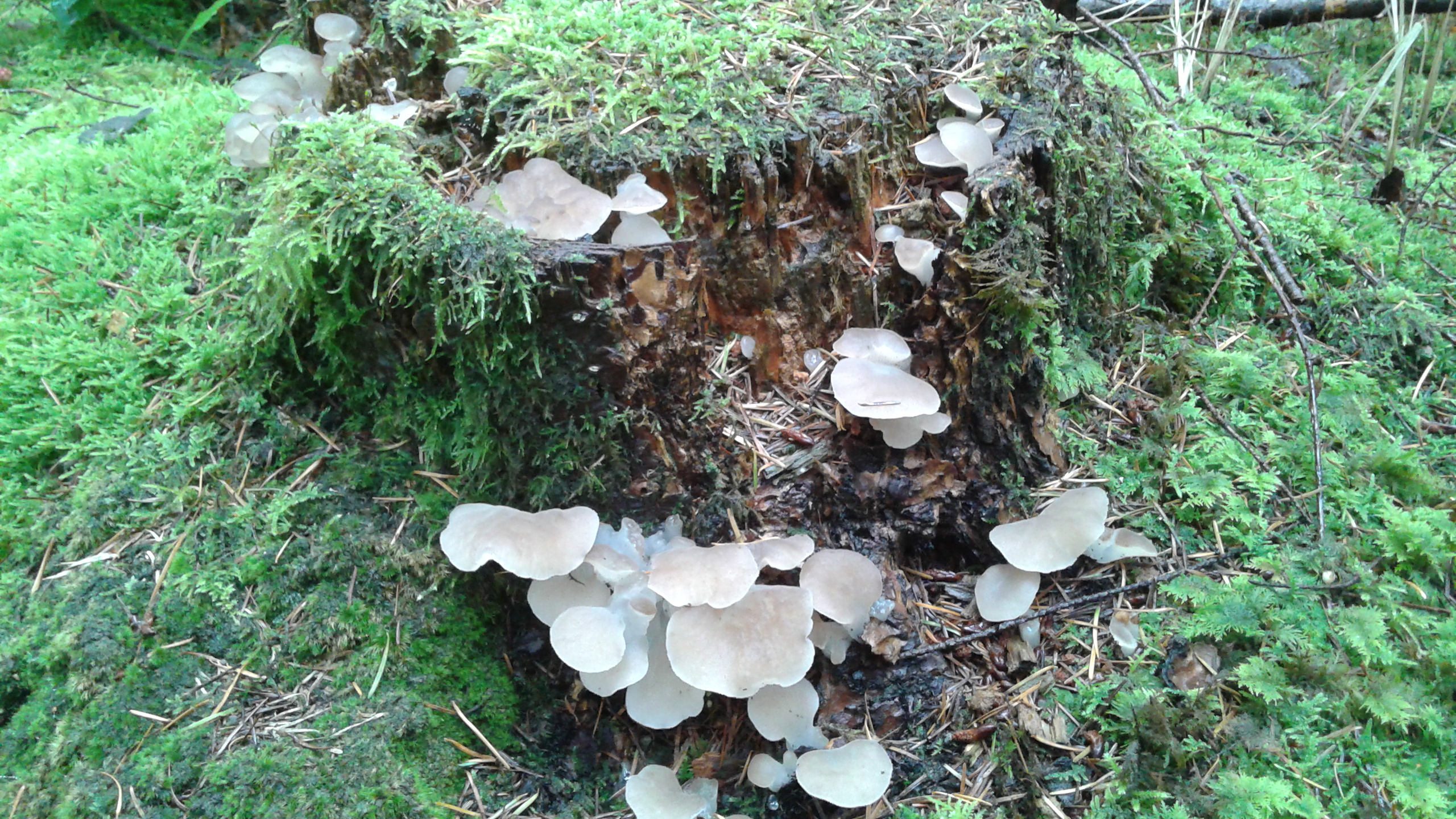
Nord-Pas-de-Calais, France
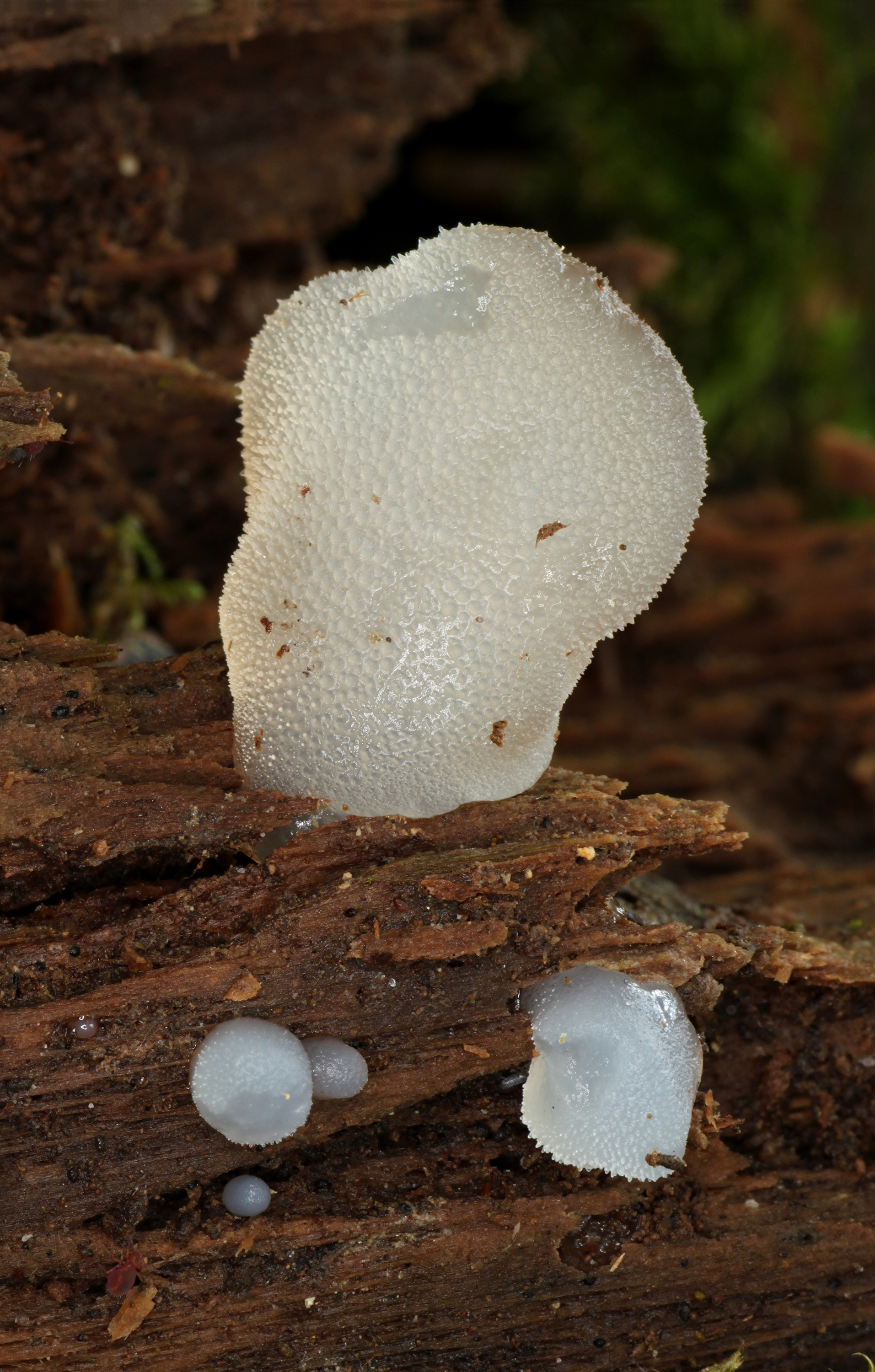
Primordium et jeune spécimen (Allemagne)
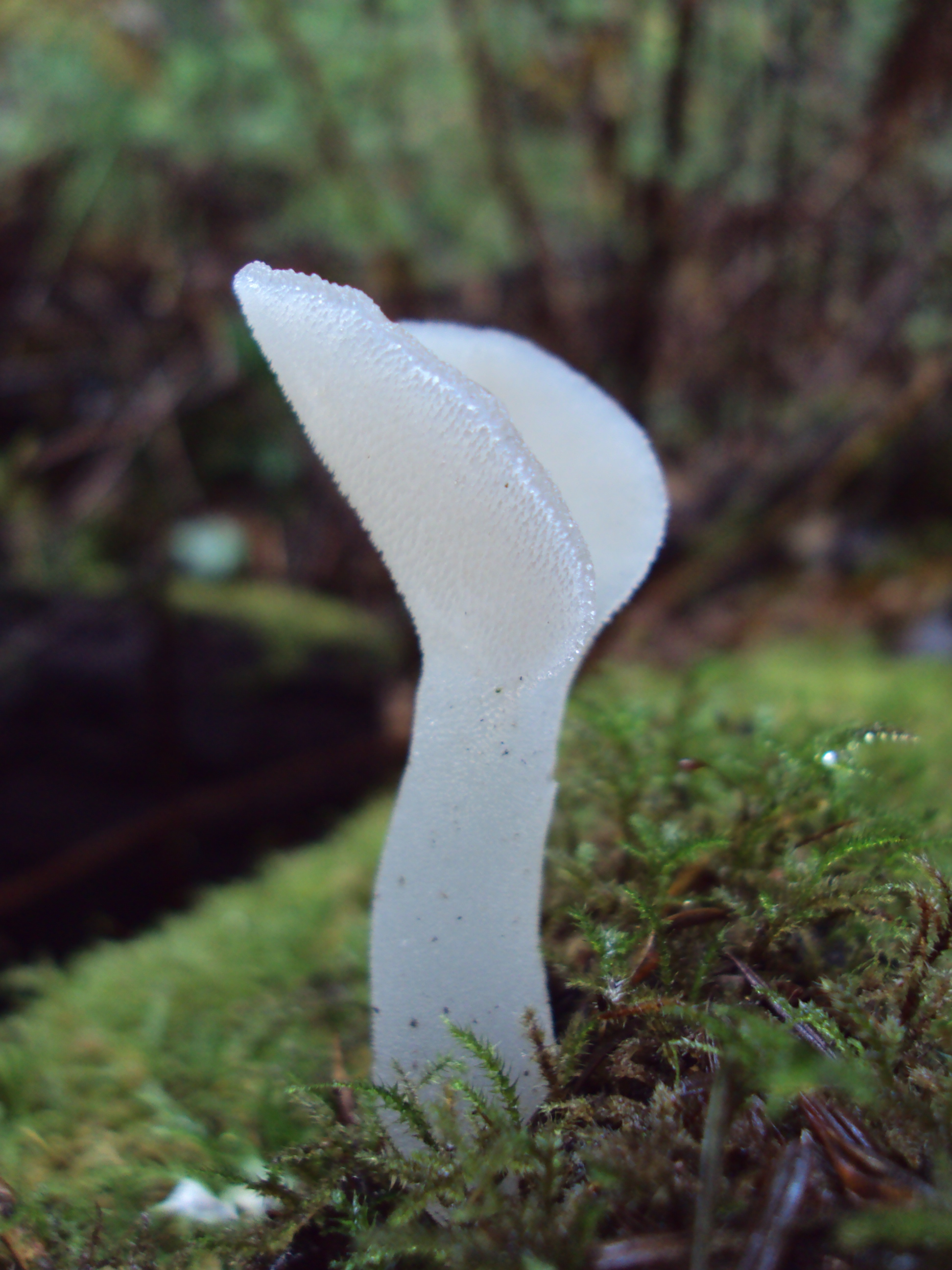
California, USA
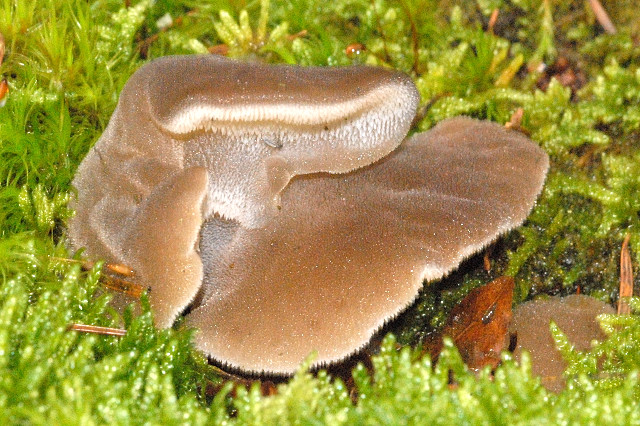
Spécimen brun (Belgique)
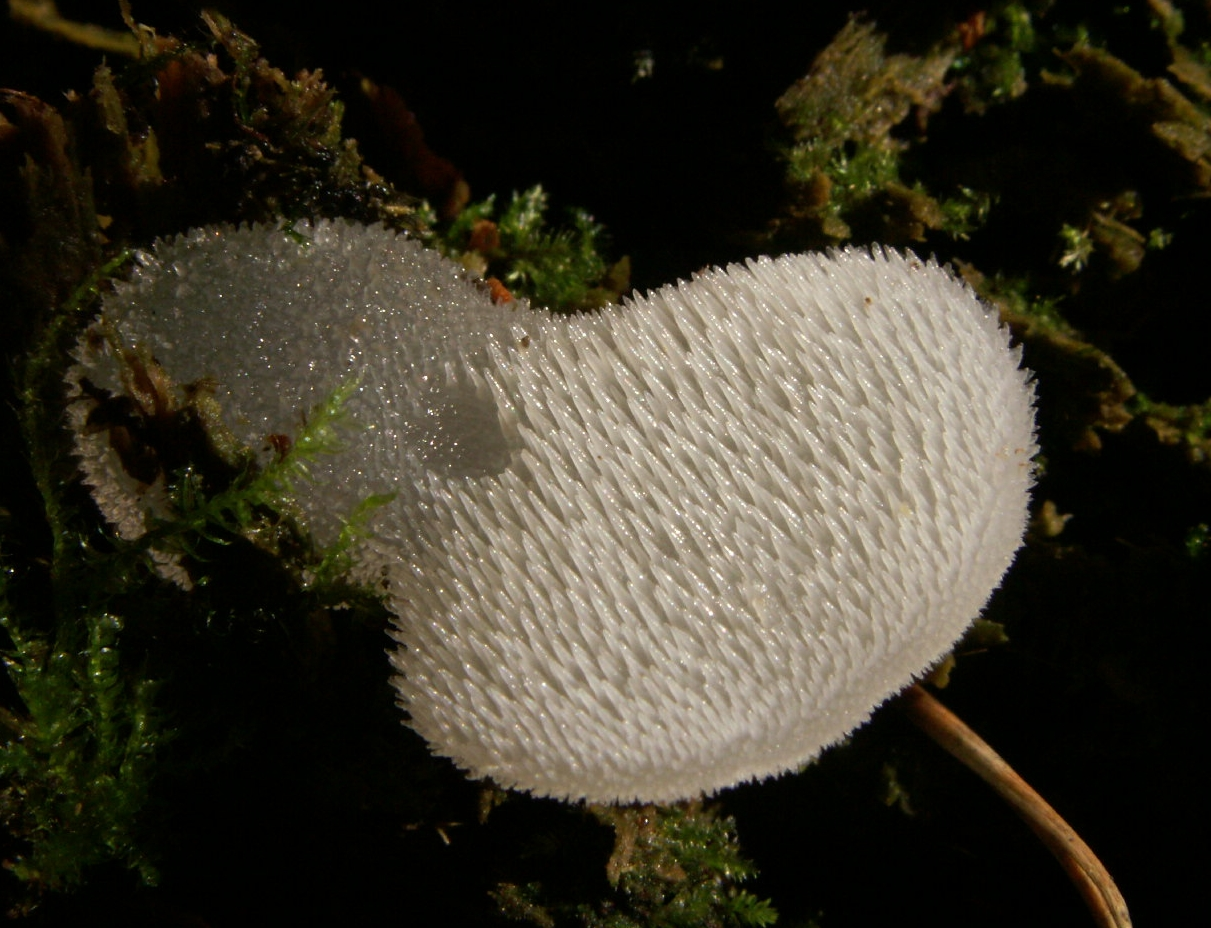
Aiguillons (Lituanie)
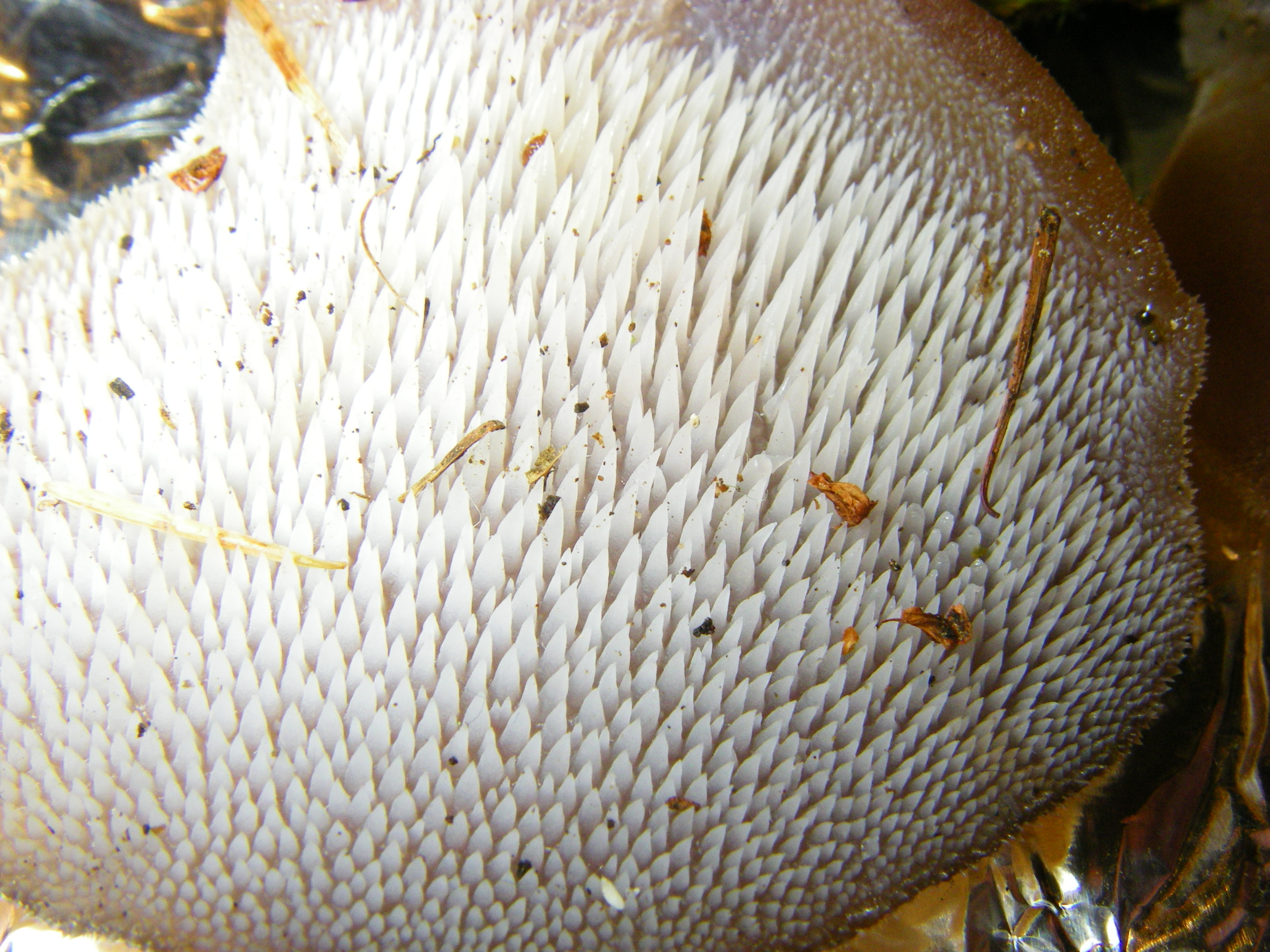
Aiguillons

## Écologie et répartition

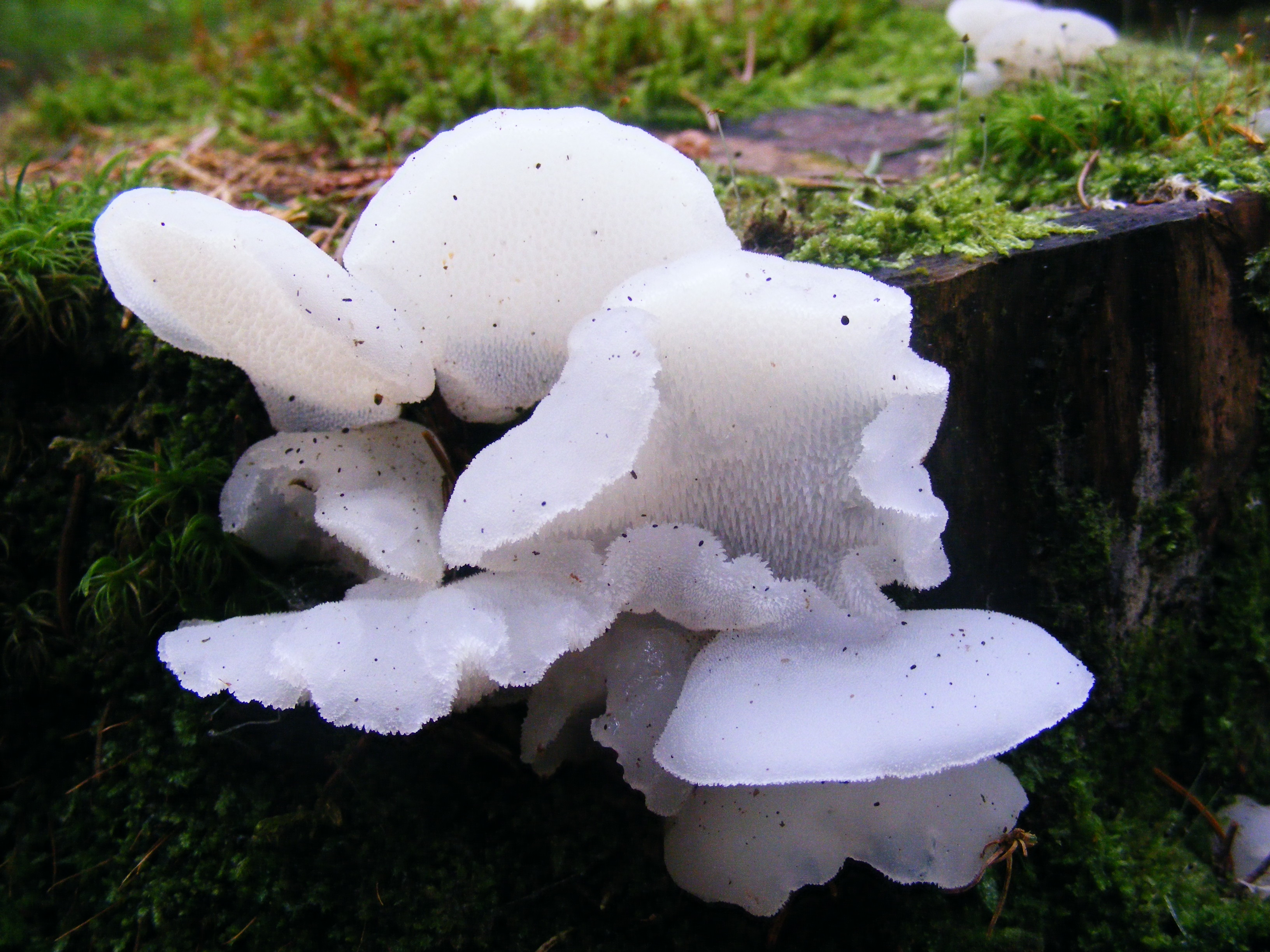
Un Faux-hydne gélatineux

La Trémelle gélatineuse est un saprotrophe estival et automnal. Elle pousse généralement en petites troupes, parfois assez grandes, ou de manière isolée, sur des souches et des troncs en décomposition de divers conifères tels que le Sapin et l'Épicéa, ainsi que d'Eucalyptus. 
Répandue sur l'ensemble de l'Eurasie et des Amériques,, elle est également connue dans le Sud et l'Est de l'Australie,.

## Comestibilité
Traditionnellement consommé en Europe, le Faux-hydne gélatineux est désigné par les mycologues européens soit comme sans intérêt culinaire soit comme non comestible. Le mycologue américain William Rudy le considère comme comestible même sous forme crue, mais note qu'il est rarement consommé en raison de sa chair insipide.